# Магомедов, Аслан Садыкович
Аслан Садыкович (Садикович) Магомедов (1 января 1960) — советский и российский актёр театра и кино, театральный режиссёр. Главный режиссёр Лакского музыкально-драматический театр имени Э. Капиева. Заслуженный артист Российской Федерации (2024). Сыграл более 80 ролей в театре, так же на его счету более 45 постановок.

## Карьера
В 1987 году окончил Государственный театральный институт в Тбилиси, получило специальность: актер драматического театра и кино. В лакском театре работает с начала 1980-х годов. После смерти Валерия Эфендиева с 2003 года работает главным режиссёром Лакского музыкально-драматический театр имени Э. Капиева. В феврале 2024 года стало известно, что ему было присвоено звание заслуженный артист Российской Федерации, соответствующий Указ подписан Президентом страны Владимиром Путиным.

## Личная жизнь
Его отец: Садык Магомедов — артист Лакского театра. Мать работала заведующей реквизиторским цехом. Бабушка была исполнительницей народных песен и актрисой. 

## Избранные работы в театре
- «Московский жених» (Салих Иманголов) – Наби;
- «Волчья свадьба» (К. Мазаев) – Кайсар;
- «Машади Ибад» (У. Гаджибеков) – Казанфар;
- «Колесо жизни» (Р. Гамзатов) – Путник;
- «Проделки Скапена» (Ж-Б. Мольер) – Октав, Скапен;
- «Черный день» (С. Касумов) – Алилав;
- «Парту Патима» (М. Алиев) – Апраз;
- «Земля и небо» (А. Батыров) – Магомед Алиевич;
- «Ахметхан Султан» (Г. Бодыкин и С. Челка) – Ахметхан Султан;
- «Ромео м Джульетта» (У. Шекспир) – Лоренцо;
- «Дом, где все кувырком» (А.Портес) — Хорхе;
- «Лудильщики» (Г. Саидов) — Ахмед;
- «Ханума» (А. Цагарели) — Князь Пантиашвили;
- «Кабанчик» (В. С. Розов) — Алексей ;
- «Скупой рыцарь» (Пушкин А.С.) — Альбер ;
- «Чинарский манифест» (Чхаидзе А.) — Бадри Ломидзе;
- «Доходное место» (Островский А.Н.) — Жадов;
- «Жорж Данден» (Мольер) — Любен;
- «Кукарача» (Думбадзе Н.) — Муртало;
- «Ревизор» (Гоголь Н.В.) — почтмейстер Шпекин;

## Избранные театральные постановки
- «Кукла» (Ш. Чкадуа);
- «Свекровь» (М. Шамхалов);
- «Увядшие цветы» (Д. Джаббарлы);
- «Казикумухская серенада» (К. Мазаев);
- «Сплетня» (Р. Рамазанов);
- «Молла Насрутдин» (М. Курбанов);
- «Тайна озера Шайтан» (Б. Джумакаев);
- «Влюбленный лягушонок» (К. Мазаев);
- «Охотник и стрекоза» (К. Мазаев);
- «Одураченный муж» (Ж-Б. Мольер);
- «Волчья свадьба» (К .Мазаев);
- «Волшебный платок» (Э. Наврузбеков);
- «Белая дочь степей» (Б. Кулунчаков)
- «Свадьба» (А. Давыдов)
- «Любовь и слезы» (С. Касумов)
- «Сулмалагуз» (К.Мазаев)
- «Щаза из Куркли и Маллей из Балхара» (Х.Халилов и Г.Султанова)
- «Сталь и кремень» (С.Касумов)
- «Удрида-бава» (К.Мазаев)
- «Колесо жизни» (Р.Гамзатов) (ассистент)
- «Солнечный диск» (А.Батыров и Б.Магомедгаджиев) (ассистент)
- «Дом Бернарды Альбы» (Ф. Г. Лорка);
- Театрализованное представление «Новруз»;
- Театрализованное представление «Весенний ветер»;

## Фильмография
- 1981 — Чегери — Комсорг;
- 2008 — Салам, Москва — Саид;
- 2012 — Платон — консультант фильма
- 2018 — Лионелла — Магомед

## Звания и награды
- Лауреат Государственной премии ДАССР им. Г. Цадасы (1991);
- Народный артист Дагестана (2005);
- Почетная грамота Министерства культуры и массовых коммуникаций России и Российского профсоюза работников культуры (2006);
- Заслуженный артист России (15.02.2024)